# Jakob Bengel
Koordinaten: 49° 42′ 13,1″ N, 7° 19′ 57,2″ O

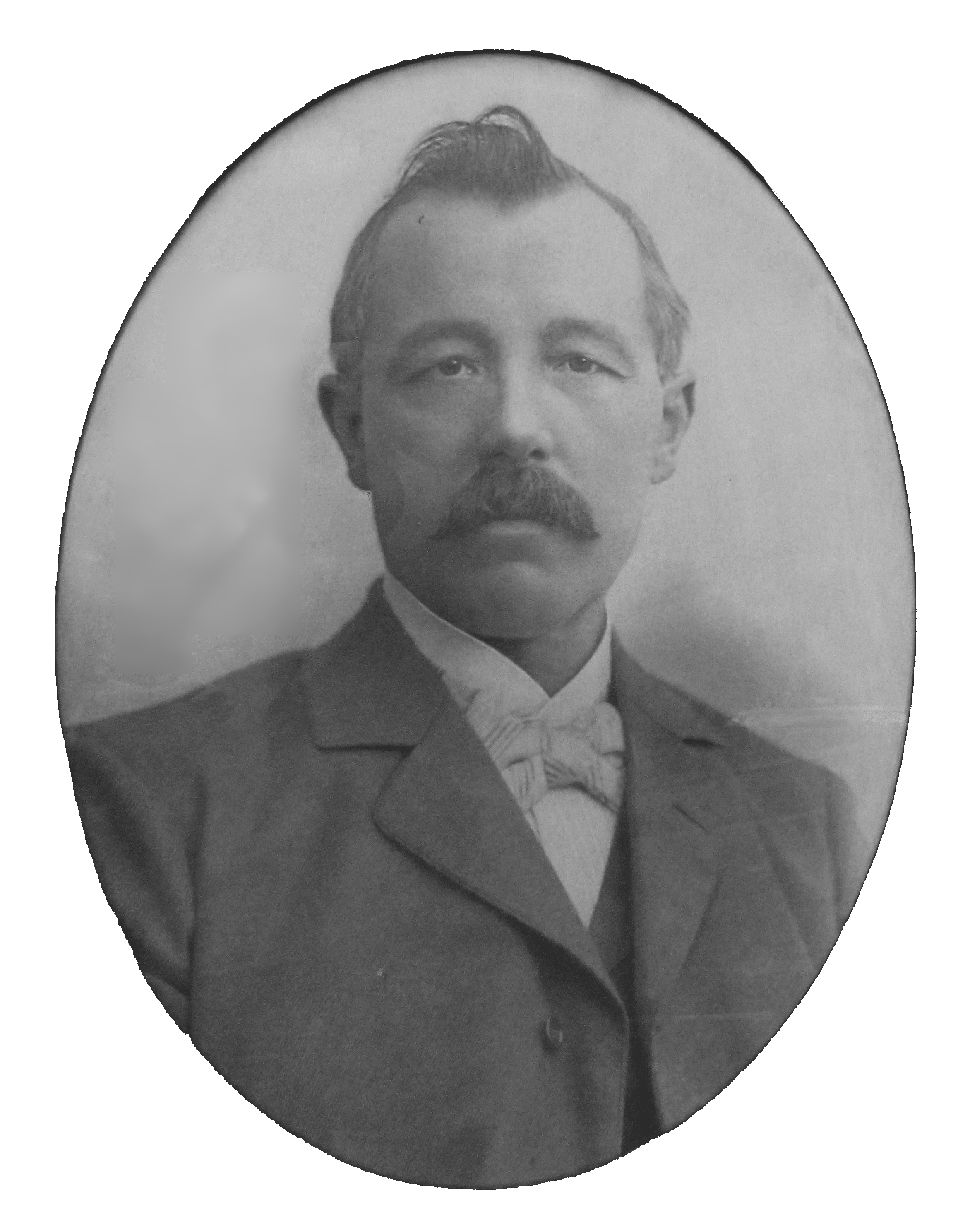
Firmengründer Jakob Bengel um 1875

Jakob Bengel war eine Ketten- und Bijouteriewarenfabrik in Idar-Oberstein an der Nahe.

## Geschichte
Bis 1920 war die 1873 von Jakob Bengel gegründete Firma Bengel spezialisiert auf die Herstellung von Uhrenketten und Chatelaines (Anhänger an Taschenuhren). In den 1920er und 1930er Jahren avancierte sie zu einem der führenden Hersteller von Modeschmuck im Stil des Art déco. An Stelle von Schmucksteinen verwandte man dabei den Kunststoff Galalith. Das Deutsche Museum in München widmete den Erzeugnissen der Firma Bengel 2004 eine Ausstellung. Bekannt und dokumentiert wurde die Modeschmuck-Kollektion der Fa. Bengel durch das Sammler-Ehepaar Händel.
Die Herstellung wurde Ende des 20. Jahrhunderts umgestellt auf Schmuckketten aller Art und Art-déco-Produkte. Die Gebäude sind in eine Stiftung eingegangen und  beherbergen ein Industriemuseum. Gezeigt wird  die Entwicklung der mechanischen Produktion des Unternehmens (von 1870 bis 1990), die wirtschaftliche Entwicklung, Sozialstruktur und Arbeitsbedingungen. Die Maschinenhalle beherbergt 40 zum Teil selbst gebaute und 100 Jahre alte Kettenmaschinen.

## Ausstellungen
Neben der Exposition  "Art Déco Schmuck Jakob Bengel" im Jahr 2002 unter Leitung von Dr. Ulrich Kern (Professor für Design-Management) und der Mitwirkung von Theo Smeets (Professor für Schmuckdesign) anlässlich  des Kulturfestes "Idar-Oberstein leuchtet 2002" im Museum Idar-Oberstein wurde diese auch deutschlandweit in folgenden Museum gezeigt:
- 2003 Deutsches Goldschmiedehaus Hanau
- 2003/2004  Deutsches Klingenmuseum Solingen
- 2004   Deutsches Museum in München
- 2006 Muzeum Českého RAJE in Turnové
- 2009    Schmuckmuseum Pforzheim

## Veröffentlichungen
- Christianne Weber-Stöber: Jakob Bengel. Art Déco Schmuck, Idar-Oberstein, Germany. Mit einem Beitrag von Ilonka Wenk. Arnoldsche Verlagsanstalt, Stuttgart 2002, ISBN 978-3-89790-247-3.
- Wilhelm Lindemann (Hrsg.). Bengel-Art-Déco-Schmuck. Schmuck und Industrie-Denkmal, Idar-Oberstein = Bengel art déco jewellery. Arnoldsche Verlagsanstalt, Stuttgart 2007, ISBN 978-3-89790-271-8.